# Un jour sur la plage
Pour plus de détails, voir Fiche technique et Distribution.
Un jour sur la plage (A Day at the Beach) est un film américano-britannico-danois réalisé par Simon Hesera, sorti en 1970.

## Synopsis
Un jeune homme alcoolique passe une journée sur une plage au Danemark accompagné de sa nièce, en fait sa fille biologique. Cette dernière est souvent laissée à elle-même.

## Fiche technique
- Titre original : A Day at the Beach
- Titre français : Un jour sur la plage
- Réalisation : Simon Hesera
- Scénario : Roman Polanski, d'après le roman de Heere Hersma
- Direction artistique : Timothy Bryan, William Hutchinson
- Photographie : Gilbert Taylor
- Son : Gerry Humphreys
- Montage : Alastair McIntyre
- Musique : Mort Shuman
- Production : Roman Polanski, Gene Gutowski
- Société de production : ASA Filmudlejning (en), Cadre Films, Cinema Group, Paramount British Pictures
- Pays d'origine :  États-Unis,  Royaume-Uni,  Danemark
- Langue originale : anglais
- Format : couleur (Eastmancolor) — 35 mm — 1,33:1 — son mono
- Genre : drame
- Durée : 93 minutes
- Dates de sortie : 
  - Royaume-Uni : mai 1970
  - France : 15 novembre 1978

## Distribution
- Mark Burns : Bernie
- Beatie Edney : Winnie
- Fiona Lewis : Melissa
- Maurice Roëves : Nicholas
- Jack MacGowran : le collecteur
- Joanna Dunham : Tonie
- Peter Sellers : le vendeur (crédité sous le nom A. Queen)
- Graham Stark : Pipi
- Eva Dahlbeck : la propriétaire du café